# Roestbuikklauwier
De roestbuikklauwier (Prionops rufiventris) is een zangvogel uit de familie Vangidae (vanga's).

## Verspreiding en leefgebied
Deze soort komt voor in de tropische wouden van Centraal-Afrika en telt twee ondersoorten:
- P. r. rufiventris: van Kameroen en de Centraal-Afrikaanse Republiek tot noordwestelijk Congo-Kinshasa.
- P. r. mentalis: van centraal en noordoostelijk Congo-Kinshasa tot westelijk Oeganda.

## Status
De grootte van de populatie is niet gekwantificeerd maar de soort wordt omschreven als schaars tot plaatselijk algemeen. Op de Rode lijst van de IUCN heeft deze soort de status niet bedreigd.